# Procentpunt
Procentpunt (pp), ook geschreven %-punt, is een eenheid voor het absolute verschil tussen waarden die in procenten worden uitgedrukt.
{\displaystyle b(\%)-a(\%)=(b-a)\ (\mathrm {pp} )}
Als bijvoorbeeld een jaarrentepercentage stijgt van 2% naar 3% is dit uit te drukken als "een stijging van 50% van het oude rentepercentage", of als "een stijging van 1 procentpunt" (1% van het tegoed). Een "stijging van 1%" is niet duidelijk, het zou kunnen betekenen een vermeerdering met een honderdste van 2, dus 0,02, wat het totaal op 2,02% brengt.
In de media en in het dagelijks spraakgebruik wordt vaak voor het gemak 'procent' gezegd wanneer men eigenlijk procentpunt bedoelt.